# Stazione di Palazzo Adriano
La stazione di Palazzo Adriano è stata una stazione ferroviaria posta sulla linea Filaga–Palazzo Adriano diramazione della Lercara-Filaga-Magazzolo, era a servizio del comune Palazzo Adriano.

## Storia
La stazione fu attivata nel il 21 agosto 1920 insieme alla prima tratta Prizzi-Palazzo Adriano, continuò il suo esercizio fino alla sua chiusura avvenuta il 16 gennaio 1959.